# Leinonen (sjö)
Leinonen är en sjö i kommunen Libelits i landskapet Norra Karelen i Finland. Sjön ligger 95,3 meter över havet. Den är 27,7 meter djup. Arean är 86 hektar och strandlinjen är 9,07 kilometer lång. Sjön  ingår i Vuoksens huvudavrinningsområde.   Den ligger nära Joensuu och omkring 370 kilometer nordöst om Helsingfors. 